# 宮城大学の人物一覧
宮城大学の人物一覧（みやぎだいがくのじんぶついちらん）は、宮城大学に関係する人物の一覧記事。

## 著名な教職員
- 佐野好昭（理事長、宮城県副知事、ベガルタ仙台取締役）
- 中田千彦 - 事業構想学群教授
- 藤澤由和 - 事業構想学群教授
- 太田賢 - 事業構想学群教授
- 風見正三 - 事業構想学群教授
- 徳永幸之 - 事業構想学群教授
- 本江正茂 - 事業構想学群教授

## OB・OG

### 実業家
- 佐藤崇弘（株式会社LITALICO創業者）

- 若新雄純（NEET株式会社代表取締役会長、株式会社LITALICO創業者、慶應義塾大学大学院政策・メディア研究科特任准教授）

### 研究者
- 大和田順子（同志社大学政策学部教授、総務省地域力創造アドバイザー）

### マスコミ
- 奥口文結（エフエム仙台アナウンサー）

### 文学
- くどうれいん（小説家・歌人・俳人）

### 芸能
- 畠山有希（シンガーソングライター、モデル）

### その他
- 千葉慎太朗  (ラッパー、YouTuber(ほーみーずちばしん名義))